# والتر فيجا

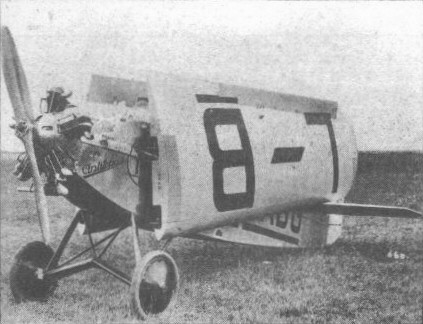
محرك والتر فيجا مركب في طائرة أفيا بي إتش 11 بي

والتر فيجا محرك طائرة شعاعي تشيكوسلوفاكي مكوّن من خمس أسطوانات ومحرك يُبرد بالهواء.
 استُخدم المحرك لتشغيل الطائرات في نهاية عشرينيات القرن العشرين.

## التطبيقات

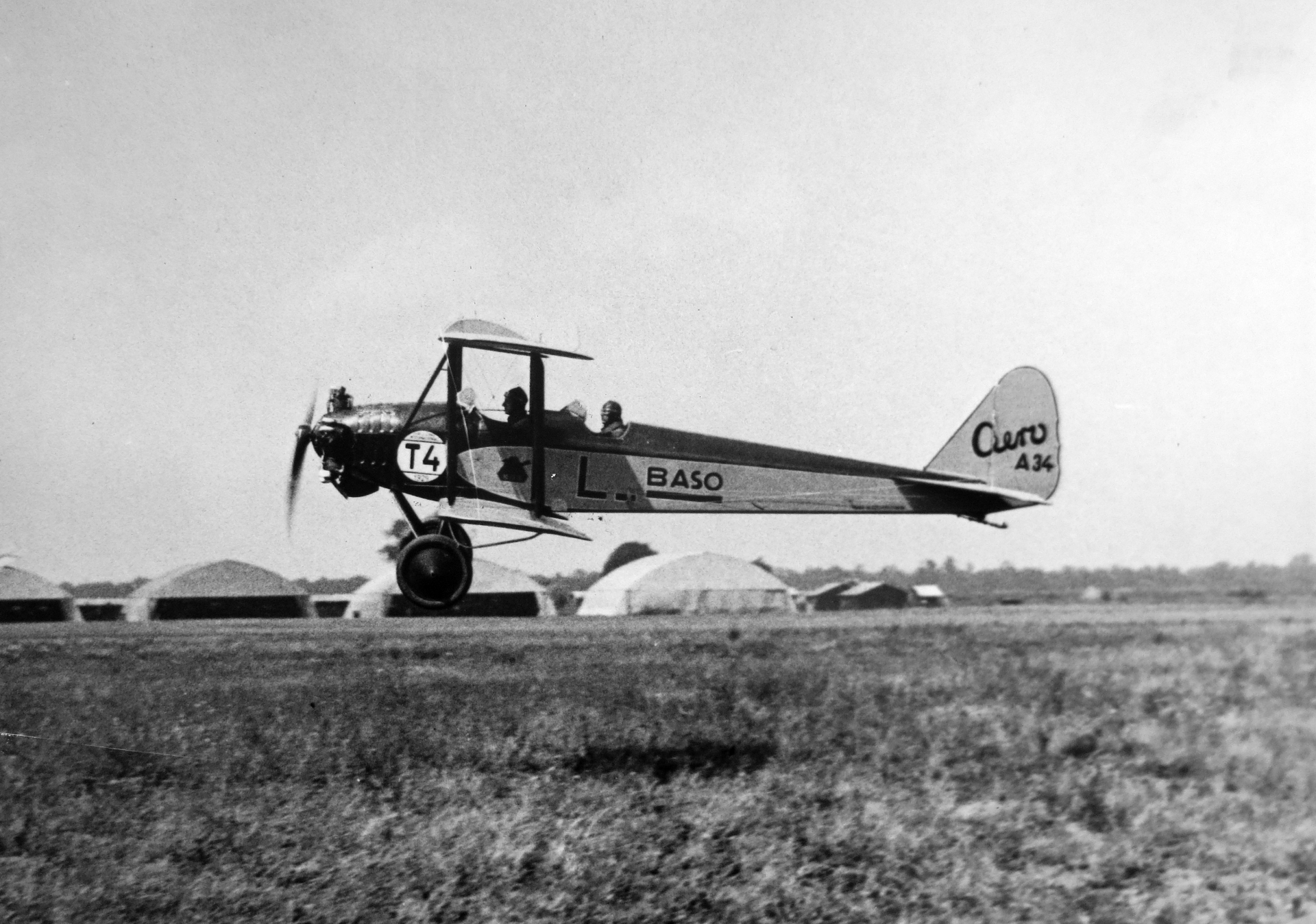
ايرو ايه 34

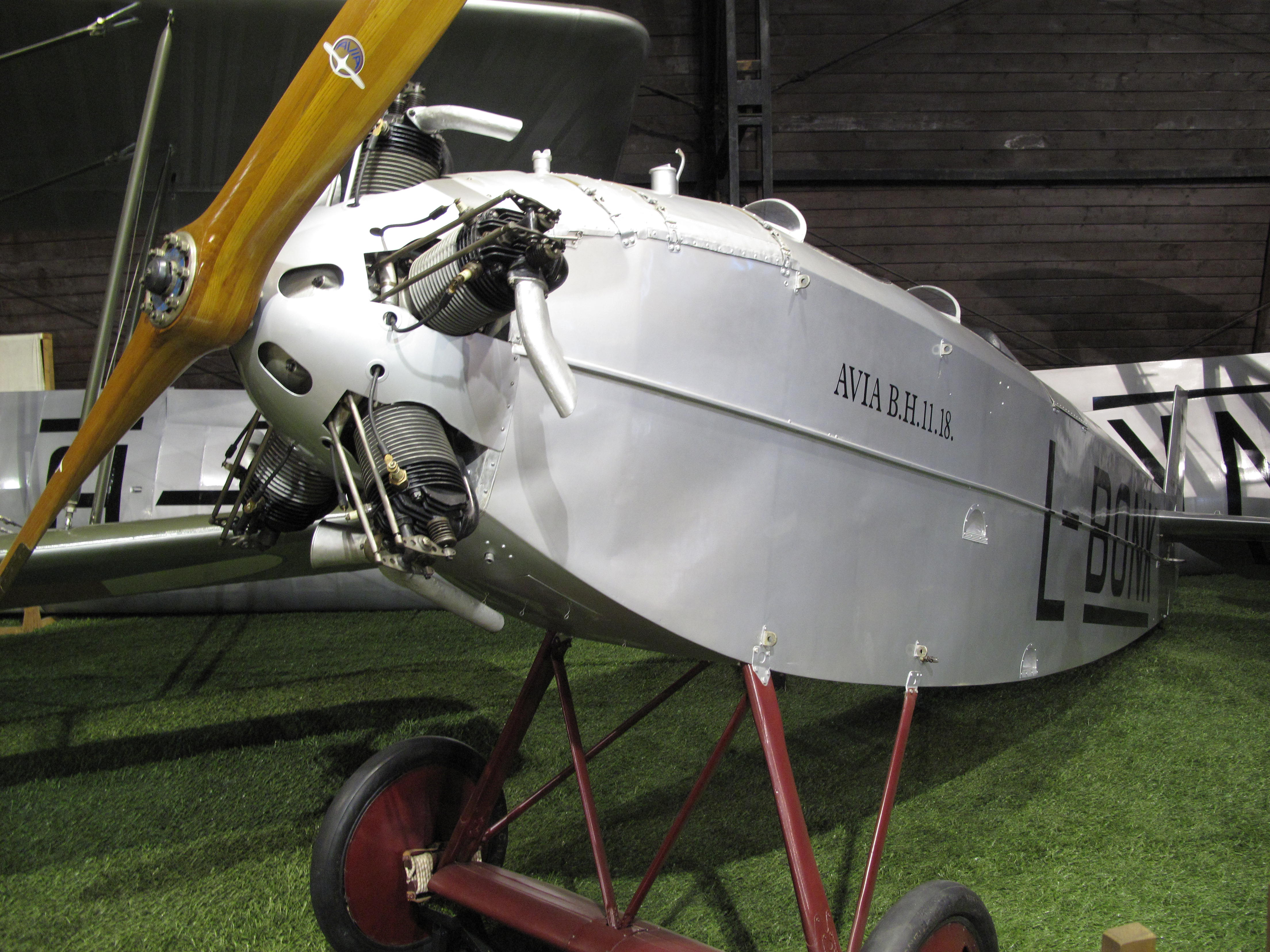
أفيا بي إتش 11.

استُخدم المحرك في الطائرات التالية:
- ايرو ايه 34
- أنبو في
- أفيا بي إتش 11
- كوزينيت 22

## المواصفات

### مواصفات عامة
- النوع: محرك طائرة شعاعي مكون من 5 أسطوانات ويُبرد بالهواء.
- قطر الأسطوانة: 105 مم.
- الشوط: 120 مم.
- الوزن الصافي: 102.5 كجم.

### المكونات
- سلسة صمامات: صمام دخول وصمام عادم من نوع الصمامات العلوية لكل أسطوانة.
- نظام الوقود: مكربن زينيث 50 جيه.
- نوع الوقود: بنزين.
- نظام الزيت: مضخة ضغط وكسح.
- نظام التبريد: تبريد بالهواء.
- وحدة تخفيض سرعة المروحة الدافعة: تتصل مباشرة مع عمود الدوران.

### الأداء
- القدرة الناتجة: 85 حصان (63 كيلو وات) عند 1750 دورة/دقيقة.
- نسبة الانضغاط: 1:5.15
- نسبة القدرة إلى الوزن: 0.37حصان/باوند (0.61 كيلو وات/كجم).